# Mary Kuria
Mary Kuria Wangari, née le 29 novembre 1987, est une athlète kényane.

## Carrière
Mary Kuria est médaillée d'argent du 1 500 mètres aux Championnats d'Afrique d'athlétisme 2012 à Porto-Novo et aux Jeux africains de 2019 à Rabat.